# 蝙蝠侠：神秘的女蝙蝠侠
《蝙蝠侠：神秘的女蝙蝠侠》（英語：Batman: Mystery of the Batwoman），又译为《蝙蝠侠：神秘的蝙蝠女》、《蝙蝠侠：女蝙蝠侠之谜》等，是一部基于《蝙蝠侠新冒险》的2003年录影带首映式的动画电影。于2003年10月在美国发行，由华纳兄弟动画制作公司制作。
这部电影被PG ，MPAA评为“动作暴力”，在英国被评为“温和的暴力”。